# Ange Éric N'guessan
Ange Éric N'guessan, né en 1993, est un acteur ivoirien.  Il se fait connaître grâce à la série ivoirienne Teenager. Il est connu pour ses rôles dans d’autres séries et films à succès, notamment Cacao, Les coups de la vie, Jusqu’au Bout. Il est le premier francophone à jouer dans la version anglophone de MTV Shuga Down South, saison 2.

## Biographie
N'guessan Ange Eric nait et grandit en Côte d'Ivoire. Son intérêt pour le cinéma se manifeste dès son plus jeune âge. À 16 ans, il débute dans l'industrie cinématographique avec la série ivoirienne Teenager. Sa performance dans cette série lui vaut l'appellation de "Joël" de la part de ses amis, en raison du rôle qu'il y incarne. En parallèle de sa carrière d'acteur, il poursuit des études dans le domaine des mines et de l'énergie, avant de réorienter son parcours académique vers l'informatique lorsqu'il s'installe au Canada,.

## Carrière
N'guessan Ange Eric se fait connaître du grand public grâce à son interprétation du personnage de Joël dans la série humoristique Teenager, diffusée pendant quatre saisons, de 2008 à 2019. Après cette expérience, il participe à diverses productions telles que Allo Tribunal, Coup de la Vie et MTV Shuga. Dans la deuxième saison de MTV Shuga Down South, il incarne le personnage de Daniel Kouadio, devenant ainsi le premier acteur francophone à intégrer la version anglophone de la série. En parallèle de sa carrière d'acteur, il est ambassadeur pour la série MTV Shuga en Afrique du Sud. Ses débuts sur grand écran se font avec le film Jusqu’au Bout, une production burkinabé qui lui vaut le prix du Meilleur Espoir Africain lors des Sotigui Awards,. Au cours de ces dernières années, il remporte le prix du Meilleur Espoir Masculin Francophone, une récompense décernée au Nigeria lors des Zafaa Global Awards 2019,.
N'guessan Ange Eric est l'un des récipiendaires de la deuxième liste annuelle Keep Walking Africa Top 30 en 2023. Cette liste met en avant des jeunes créateurs africains de la nouvelle génération qui contribuent de manière significative à l'évolution des domaines de la musique, du cinéma, des médias, de la mode et de l'art,.

## Filmographie

### Séries Télévisées
- 2008 - 2019: Teenager, Joël
- Allo Tribunal
- Les Coups de la Vie
- MTV Shuga Down South Saison 2, Daniel Kouadio
- 2020: Cacao
- 2020: La nuit des rois
- 2024: Footeuse de Trouble

### Films
- 2019: Jusqu’au bout

## Distinctions
- Prix du meilleur espoir africain aux SOTIGUI AWARDS[13]
- Prix du meilleur espoir masculin francophone au Zafaa Global Award, 2019